# Rançon au Moyen Âge

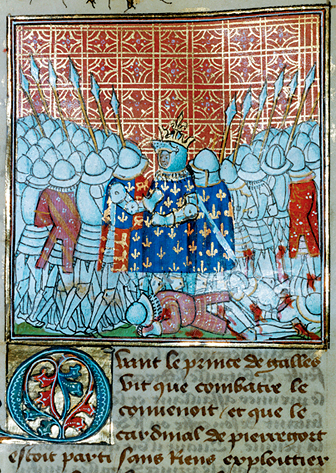
La capture de Jean le Bon, à la bataille de Poitiers, donne lieu à l'une des plus grosses rançons du Moyen Âge. Miniature du Maître de Giac tirée d'un manuscrit des Chroniques de Froissart, B.M. de Besançon, Ms.864, vers 1412-1415.

Une rançon est un prix exigé pour la délivrance d’un captif ou d’un prisonnier de guerre.
Au Moyen Âge, et pendant la guerre de Cent Ans en particulier, la rançon, outre l'enrichissement personnel qu'elle procurait, faisait partie intégrante de l’économie d’un pays ou d’une région et constituait une source importante de revenus pour la noblesse. Pour certains auteurs, comme Kenneth Bruce McFarlane (en), « il est probable que nous ayons là l’une des raisons principales non seulement de la guerre de Cent Ans mais aussi de toutes celles du Moyen Âge, ».

## Historique
À l'époque féodale, la défense du pays est exercée par les vassaux rattachés à un suzerain et de leurs suivants respectifs c'est-à-dire les autorités locales, comtes et riches propriétaires, car le roi n'a pas d'armée.
Tout seigneur d'un fief devait annuellement une période de service militaire. Le vassal était accompagné de soldats professionnels, de mercenaires, dont il avait personnellement la charge, qu’il payait en argent sonnant et trébuchant.
Dans cette société, la guerre était un métier comme un autre et les chevaliers vivaient pour le combat afin d’accéder à la reconnaissance de leurs pairs et à la fortune. Les soldats professionnels étaient pour la plupart les fils cadets des familles n’ayant pas ou peu d’héritage. Les  paysans et les roturiers s’enrôlaient car la solde, lorsqu'elle était effectivement versée, pouvait être élevée. 
Un attrait important de l'armée était la possibilité de prendre part à des pillages et de s'enrichir. Cette pratique était le socle des relations entre les soldats et leurs chefs, y compris entre un roi et ses principaux vassaux. Participer à l'assaut d'une ville ou d'un château était synonyme d’enrichissement pour les chevaliers de bas lignage et les soldats, en particulier quand les places fortes résistaient car elles étaient systématiquement mises à sac. Dans certains cas, le soldat pouvait alors amasser pendant le pillage un butin pouvant représenter plusieurs fois sa paie annuelle. 
De leur côté, les batailles rangées permettaient également de s'enrichir car les armures et les armes des tués pouvaient être revendues, de même que les familles des chevaliers faits prisonniers pouvaient être rançonnées.

## Le prix des rançons

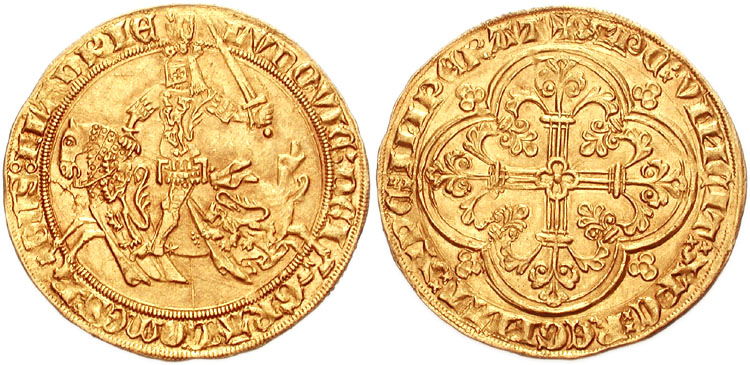
Le Franc à cheval représente le roi Jean le Bon sur un destrier, armé d'un écu à fleur de lys et brandissant l'épée, avec le terme « Francorum Rex » (roi des Francs).

Les rançons variaient considérablement en fonction de la personne. Elles pouvaient atteindre 1 000 livres pour un chevalier[réf. nécessaire]. 
L’exemple extrême est celui du roi de France Jean Le Bon qui dut acquitter la somme de 500 000 écus (sur 4 000 000) quand il fut fait prisonnier à la bataille de Poitiers (1356) pour lui permettre d’être remplacé par des otages. À cette occasion, le dauphin Charles, futur Charles V, dut créer une nouvelle monnaie pour faire face aux difficultés économiques liées à la guerre et à l'épidémie de peste. Pour rappeler au peuple que l'impôt exceptionnel levé à cette époque difficile servirait à payer la rançon de son père, donc à rendre sa liberté au roi de France, il appela cette monnaie le franc. 

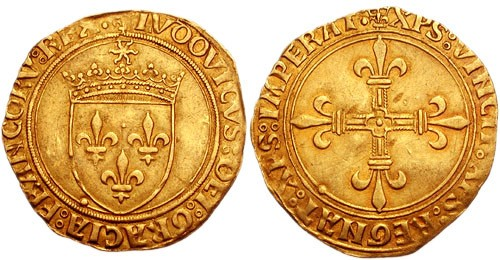
écu de Louis XII

Lors de cette même bataille de Poitiers, le prince Noir racheta au nom du roi 14 prisonniers nobles pour 66 000 livres.
En 1415 Charles Ier d’Orléans fait prisonnier à la bataille d’Azincourt, sera libéré en 1440 après le paiement d’une rançon de 220 000 écus.[réf. nécessaire]
Il existait des ordres religieux spécialisés dans la négociation d'otages et des rançons : Ordre de la Très-Sainte Trinité, Ordre de Notre-Dame-de-la-Merci dont la mission principale était le rachat des chrétiens captifs des pirates barbaresques.

## Le partage des rançons
La règle du partage des rançons et autre butin voulait que celui qui était pris revienne à celui qui l’avait pris. Il était cependant courant que le roi prélève de un quart à un tiers du gain de ses vassaux, et ceux-ci prélevaient également une part analogue à leurs subordonnés.
La valeur des prises est difficile à estimer, mais on sait par exemple que le chevalier John Fastolf gagna 13 400 livres à la seule bataille de Verneuil en 1424.

## Rançon et économie
Pour se faire une idée du côté économique de cette entreprise qu’était la guerre, il ne faut pas oublier à titre de comparaison, que le commerce de la laine entre la Norvège et l'Angleterre lors de son apogée au XIVe siècle, ne dépassait pas 4 000 livres par an.
À la même époque, les échanges internationaux, totaux, de la laine et des lainages d’Angleterre n’excédaient pas 90 000 à 100 000 livres tournois par an.